# Chailly-sur-Armançon
Chailly-sur-Armançon ist eine französische Gemeinde mit 276 Einwohnern (Stand 1. Januar 2022) im Département Côte-d’Or in der Region Bourgogne-Franche-Comté.  Sie gehört zum Kanton Arnay-le-Duc und zum Arrondissement Beaune.
Nachbargemeinden sind Blancey im Nordwesten, Éguilly im Norden, Bellenot-sous-Pouilly im Nordosten, Thoisy-le-Désert im Osten, Châtellenot im Südosten, Arconcey im Süden, Beurey-Bauguay im Südwesten sowie Marcilly-Ogny und Mont-Saint-Jean im Westen.

## Bevölkerungsentwicklung
| Jahr                       | 1962 | 1968 | 1975 | 1982 | 1990 | 1999 | 2008 | 2015 |
| -------------------------- | ---- | ---- | ---- | ---- | ---- | ---- | ---- | ---- |
| Einwohner                  | 306  | 310  | 245  | 231  | 193  | 201  | 282  | 252  |
| Quellen: Cassini und INSEE |      |      |      |      |      |      |      |      |

## Sehenswürdigkeiten
- Schloss von Chailly-sur-Armançon